# Gammabracon erythroura
Gammabracon erythroura är en stekelart som först beskrevs av Cameron 1905.  Gammabracon erythroura ingår i släktet Gammabracon och familjen bracksteklar. Inga underarter finns listade i Catalogue of Life.